# Wankendorf
Wankendorf ist eine Gemeinde im Kreis Plön in Schleswig-Holstein. Die Gemeinde ist Verwaltungssitz des Amtes Bokhorst-Wankendorf und wird von der schleswig-holsteinischen Raumordnung als Ländlicher Zentralort geführt.

## Geographie

### Geographische Lage
Das Gemeindegebiet von Wankendorf erstreckt sich westlich vom Stolper- und Belauer See im sogenannten Wankendorfer Seengebiet etwa 15 km östlich von Neumünster im Naturraum Ostholsteinisches Hügel- und Seenland (NW).

### Gemeindegliederung
Im Gemeindegebiet liegen neben dem Hauptort gleichen Namens auch die Häusergruppen Bansrade, Bockelhorn, Obendorf, teilweise Köllingbek, die Einzelhofsiedlungen Jägersberg, Kölling, Kuhlrade und Schimmelhof sowie das Gut Löhndorf.

### Nachbargemeinden
Angrenzende Nachbargemeinden von Wankendorf sind:
| Bothkamp    | Nettelsee                                   | Stolpe |
| Schillsdorf | Kompassrose, die auf Nachbargemeinden zeigt | Belau  |
|             | Ruhwinkel                                   |        |

## Geschichte

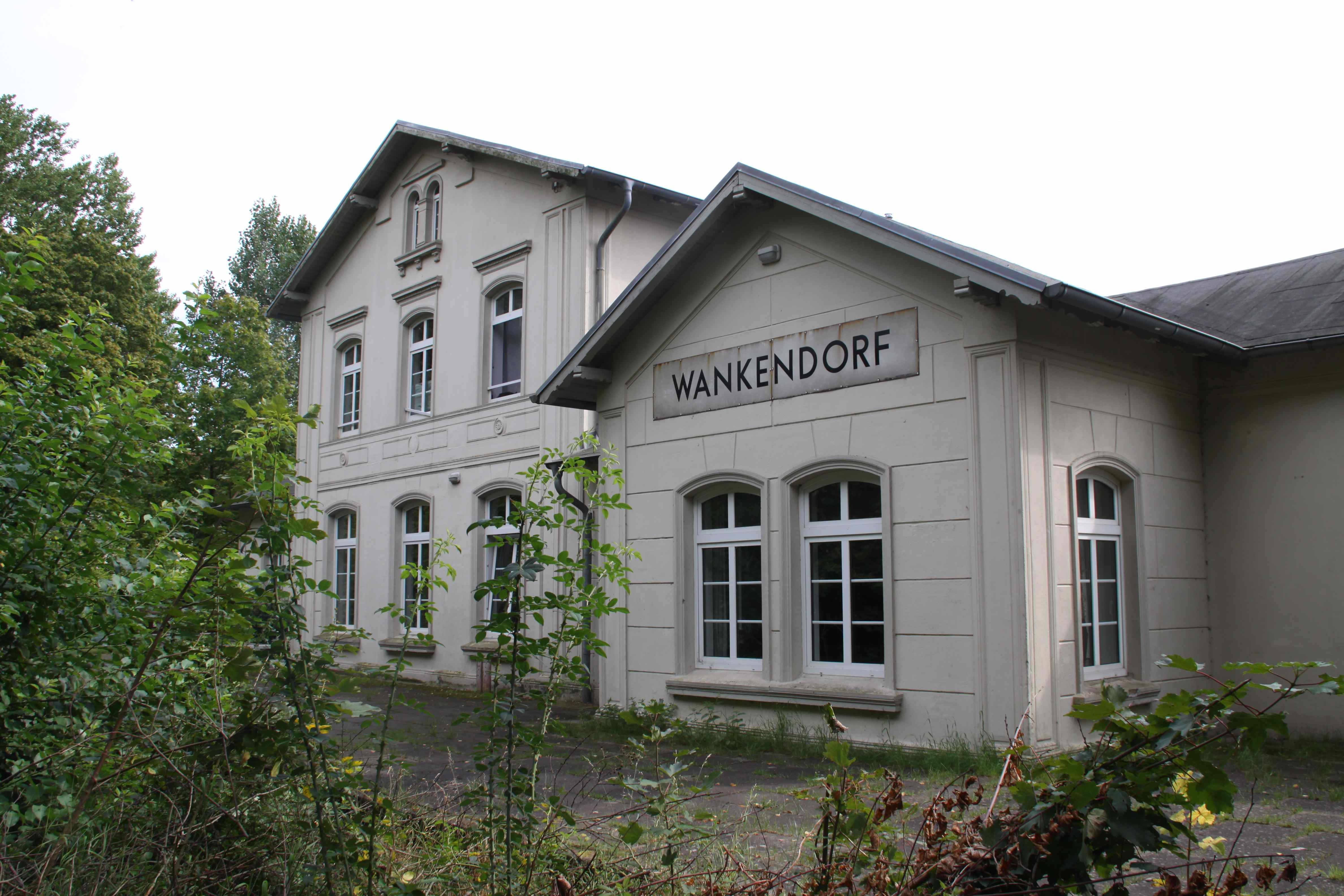
Im Empfangsgebäude des ehemaligen Bahnhofs ist heute ein Heimatmuseum eingerichtet

Der Ort wurde 1316 erstmals erwähnt. Sein Name leitet sich von Wanikendhorpe, also Dorf des Waniko ab. Wankendorf wurde durch die Sachsen gegründet, als sie versuchten, die Wenden aus der Region zu verdrängen.
Im Jahre 1866 wurde die Bahnstrecke Neumünster–Ascheberg eröffnet. Wankendorf erhielt einen Bahnhof für den Personen- und Güterverkehr. Am 2. Dezember 1911 folgte dann die Inbetriebnahme der Kleinbahn Kiel–Segeberg. Diese erhielt in Wankendorf einen separaten Bahnhof, ebenfalls für Personen- und Güterverkehr. Diese beiden Bahnhöfe waren miteinander nicht verbunden. Die Kleinbahn wurde am 31. Dezember 1961 stillgelegt und bald darauf abgebaut.

### NS-Zeit
In Wankendorf wurde 1929 die erste Ortsgruppe der NSDAP im Kreis Plön gegründet; kurz darauf begann der Aufbau des SA-Sturms durch Obersturmführer W. Albrecht sowie der SS und weiterer Gruppierungen des NS-Regimes.  Zwischen Nationalsozialisten einerseits und Mitgliedern der KPD und SPD andererseits kam es am 23. Juli 1931 zu gewalttätigen Auseinandersetzungen und Schüssen, bei denen zwei Personen der KPD schwer verletzt wurden. Am 14. März 1933 trafen sich Mitglieder der NSDAP und SA auf dem Wankendorfer Schulhof für eine Bücherverbrennung. Wankendorf war damit Vorreiter, sogar in den großen Universitätsstädten setzten Bücherverbrennungen erst ab dem 10. Mai ein. Gemeindevertreter und Lehrer des Ortes hatten augenscheinlich keine Anpassungsprobleme. 1944 verhaftete die Gestapo den Schlosser Heinz Haubold, weil er sich über Hitler lustig gemacht hatte. Er kam nie wieder zurück. Auch seine Cousine wurde inhaftiert, überlebte aber das Frauenzuchthaus Bützow. Der gebürtige Pole Bradzsaga und seine Lebensgefährtin wurden ebenfalls aus unbekanntem Grund verhaftet, ihr Schicksal ist unbekannt. Auch in Wankendorf wurde die NS-Zeit bis 2009 nie richtig aufgearbeitet, sondern im Gegenteil so weit wie möglich verschleiert und verdrängt.

### Nachkriegszeit
Das heutige Gemeindegebiet entstand bei der Auflösung der Gutsbezirke 1928, das Gut Perdoel und andere umliegende Gutshöfe zeugen noch heute davon. Seit 1970 ist Wankendorf ein ländlicher Zentralort, der sich mehr und mehr dem industriellen Zweig öffnet.
Nach dem Krieg gründeten Flüchtlinge und Ausgebombte aus Kiel, die sich zu einer losen Siedlungsgemeinschaft, der „Bauhütte“, zusammengeschlossen hatten, 1947 die „gemeinnützige Wankendorfer Siedlungs- und Baugenossenschaft eGmbH“. Die Gemeinde verkaufte 1954 der Baugenossenschaft Land zur Errichtung von 50 Wohnungen. Bald war die „Wankendorfer Baugenossenschaft für Schleswig-Holstein eG“ nicht mehr aus dem Ort und der Holsteinischen Region wegzudenken, auch wenn der Firmensitz im Jahre 2001 nach Kiel verlegt wurde.
1985 wurde der Personenverkehr zwischen Neumünster und Ascheberg eingestellt. Bis 1988 benutzten noch vereinzelt Güterwagen die Strecke. Bislang wurden einige Teile der Gleise abgebaut und die Straßenübergänge überteert.

## Politik

### Gemeindevertretung
Bei der Kommunalwahl am 14. Mai 2023 wurden insgesamt 17 Sitze vergeben. Von diesen erhielt die CDU neun Sitze und die SPD und die Grünen jeweils vier Sitze.

### Wappen
Blasonierung: „Geviert. 1 in Blau ein schräg gelegter, aus drei Ähren bestehender silberner Weizenfruchtstand, 2 in Silber ein schräglinker roter Wechselzinnenbalken, 3 in Silber ein schräglinker roter Balken, 4 in Blau ein gestürzter, schräger silberner Eichenzweig mit drei Blättern.“

## Kultur und Sehenswürdigkeiten
Im ehemaligen Bahnhofsgebäude an der stillgelegten Bahnstrecke Neumünster–Ascheberg befindet sich das örtliche Heimatmuseum.
Der örtliche Sportverein ist der 1906 gegründete TSV Wankendorf. Er bietet Breitensportangebote in verschiedenen Sparten.
Das ursprünglich als Sparte im Verein integrierte Shōtōkan-Karate wurde 2005 zu einem eigenständigen Shingi-Dojo herausgelöst.
Die Evangelische Kirche Wankendorf wurde 1894 nach Plänen des Hamburger Architekten Hugo Groothoff gebaut.

## Wirtschaft

### Wirtschaftsstruktur
Die Wirtschaftsstruktur der Gemeinde hat sich nach dem Zweiten Weltkrieg von einer landwirtschaftlichen zu einer gewerblichen entwickelt. Die gute Verkehrsanbindung verstärkt zusehends die Pendlerverflechtung in die umliegenden Wirtschaftszentren. Die Gemeinde hat sich auch zu einer sogenannten Pendlergemeinde entwickelt.

### Verkehr
Durch das südöstliche Gemeindegebiet von Wankendorf führt, direkt angrenzend zum Kernort, die andernorts noch in Ausbau befindliche Bundesautobahn 21. Die Autobahn-Anschlussstelle Nr. 6 ist mit dem Gemeindenamen versehen, befindet sich aber knapp jenseits der Gemeindegrenze im Gemeindegebiet von Stolpe. Die Anschlussstelle bindet direkt an die westlich parallel verlaufende Kreisstraße 43 des Kreises Plön an, die von Norden in die Dorflage von Wankendorf hinein führt.
Der Zugang im Öffentlichen Personennahverkehr ist seit der Einstellung des Eisenbahnbetriebs auf der durch das Gemeindegebiet führenden Bahnstrecke Neumünster–Ascheberg aktuell (Stand 2021) über zwei getaktete Linienbusverbindungen der Verkehrsbetriebe Kreis Plön (VKP) möglich. Die Buslinien 360 (Relation Plön(–Ascheberg)–Neumünster) und 410 (Relation Kiel–Bornhöved–Trappenkamp–Bad Segeberg) werden im Ort an der Haltestelle ZOB Wankendorf verknüpft. Außerdem gibt es eine Verbindung von hier zum südlich gelegenen Ruhwinkel-Schönböken unter der Liniennummer 426.

## Mit Wankendorf verbundene Personen
- Dietrich Theden (1857–1909), geboren in  der Häusergruppe Bansrade, deutscher Redakteur und Schriftsteller
- Carl von Tiedemann (1878–1979), Generalleutnant der Wehrmacht, Vater von Carlo von Tiedemann; ruht in Wankendorf im Familiengrab
- Hermann Riecken (1901–1985), geboren in Wankendorf, von 1933 bis 1939 NSDAP-Bürgermeister von Heikendorf und ab 1941 NS-Gebietskommissar im Baltikum
- Carlo von Tiedemann (1943–2025), deutscher Radio- und Fernsehmoderator; besuchte Ende der 1940er Jahre die Grundschule in Wankendorf und wohnte bei Verwandten auf Gut Bockhorn[14]
- Volker Griese (* 1965), geboren in Wankendorf, deutscher Schriftsteller und Mitglied der Karl-May-Gesellschaft